# Indslev Sogn
Indslev Sogn ist eine Kirchspielsgemeinde (dän.: Sogn) im südlichen Dänemark. Bis 1970 gehörte sie zur Harde Vends Herred im damaligen Odense Amt, danach zur Ejby Kommune im
Fyns Amt, die im Zuge der  Kommunalreform zum 1. Januar 2007 in der
Middelfart Kommune in der Region Syddanmark aufgegangen ist.
Im Kirchspiel leben 389 Einwohner (Stand:1. Januar 2023). Im Kirchspiel liegt die Kirche „Indslev Kirke“.
Nachbargemeinden sind im Nordwesten Asperup Sogn, im Nordosten Brenderup Sogn, im Südosten Fjelsted Sogn, im Süden Ejby Sogn, im Südwesten Balslev Sogn und im Westen Nørre Aaby Sogn.